# 竇固
竇固（1世紀—88年），字孟孫，扶風平陵（今陝西咸陽西北）人，竇融弟竇友之子，娶光武帝女涅陽公主。

## 生平
好读书，喜兵法。少任黃門侍郎，中元元年（56年）嗣爵顯親侯。永平十五年（72年）冬，竇固被封為奉車都尉，與騎都尉耿忠等屯兵凉州（今甘肃武威市）。
東漢明帝永平十六年（73年）春二月，奉旨以奉車都尉與騎都尉耿京等分兵四路征伐，固軍出酒泉，以班超為假司馬，出擊北匈奴，至天山（今新疆吐魯番西），大敗呼衍王，追至蒲類海（今新疆巴里坤湖），屯田伊吾（今新疆哈密）。窦固又派班超出使西域，勸說鄯善歸附。
永平十七年（74年）冬十一月，奉车都尉窦固、驸马都尉耿秉、骑都尉刘张率军出敦煌昆仑塞，在蒲类海边击破俘虏了白山部，军队进入车师一带。
漢章帝时历任大鸿胪、光禄勳、卫尉等要职，歷任大位，尊显用事，而性谦俭，爱人好施。章和二年（88年）卒。赐谥号文侯。
公主所生子窦彪先死无后，故窦固死后，无后除国。

## 延伸阅读
[在维基数据编辑]
 《後漢書/卷23》，出自范晔《後漢書》
 《東觀漢記》